# L'acquisizione degli animali
L'acquisizione degli animali è un mito degli Oromo (Etiopia) che vuole definire l'origine e il senso dei ruoli sociali. Quindi si tratta di una storia sacra trasmessa per via orale utile anche per rinsaldare e unificare la comunità. Il mito ha la funzione primaria di descrivere come andarono i fatti all'origine della vita, quando da un caos primordiale si diffuse la vita e la morte degli esseri viventi.

## Trama
Ai primordi della vita, il Dio Waqa convocò tutte le creature e iniziò la distribuzione delle cose del creato. L'uomo arrivò tardi e si dovette consolare con l'acqua. Tutti gli animali per ottenere un po' d'acqua dall'uomo dovettero cedere gran parte dei loro averi. Gli animali avvertirono però l'uomo, che in caso di bisogno sarebbero ritornati a riprendersi qualcosa. La narrazione termina con l'avviso di dare al prossimo perché solo così saremo ricompensati.